# Meilisi
Meilisi (en chino, 梅里斯; pinyin, Méilǐsī) es un distrito urbano bajo la administración directa de la prefectura Qiqihar en la provincia de Heilongjiang, República Popular China. Su área es de 2000 km² y su población total para 2010 superó los 170 mil habitantes. 

## Administración
Desde julio de 2023, el distrito Meilisi se divide en 7 pueblos que se administran en 1 subdistrito, 5  poblados y 1 villa étnica.

## Historia
Durante la dinastía Qing (1648), el pueblo Daur construyó aquí un asentamiento llamado Meilisi. En 1956, se estableció oficialmente el distrito Daur de Meilisi, su nombre es una transliteración al chino de la palabra daur mislei que significa 'lugar de hielo'.
A pesar de que en su nombre lleva el nombre de la etnia Daur, no es considerada una región autónoma .